# Rotherham (Nouvelle-Zélande)
Rotherham est un petit village, localisé dans le district de Hurunui de la région de Canterbury dans l’Île du Sud de la Nouvelle-Zélande.

## Situation
Rotherham  est situé entre la ville de Culverden et celle de Waiau sur le trajet de la State Highway 70/S H 70 (en), 
Cette route nationale 70, passait à travers la localité de Rotherham, mais le terme de « highway » fut révoqué en 2004. 
Elle est proche de la rive sud de la rivière Waiau, une localisation populaire pour la pêche à la truite et au saumon .

## Histoire
Le 8 février 1886, une ligne de chemin de fer fut ouverte en direction de la localité de Culverden, mais la construction s’arrêta ensuite car le débat faisait rage à propos du trajet final et la destination de la ligne. Certaines propositions comprenaient une ligne passant à travers Rotherham, et en 1914, les travaux finalement commencèrent sur l’extension de la ligne vers la ville de Waiau via Rotherham. 
Cette extension fut ouverte le 15 décembre 1919 et la ligne devint connue comme la branche de Waiau (en).
La gare de Rotherham est une station relativement large, construite selon le standard des stations rurales de la Nouvelle-Zélande, peut être par ce que sur les plans, le terminus de la ligne devait être à Rotherham plutôt qu’à Waiau. 
La station avait ainsi une cour des marchandises avec une Halle à marchandises; 
La cour des marchandises fut supprimée en 1970 et la Halle à marchandises fut vendu et réutilisée en juillet 1975.
La ligne de chemin de fer elle-même ferma le 15 janvier 1978, avec les bâtiments de la station, qui furent laissés dans leur situation initiale et acquis pour les besoins d’un fermier local.

## Population
La population de la ville de Rotherham était de 324 habitants lors du recensement de 2006 en Nouvelle-Zélande (en)